# Śnieżna kula

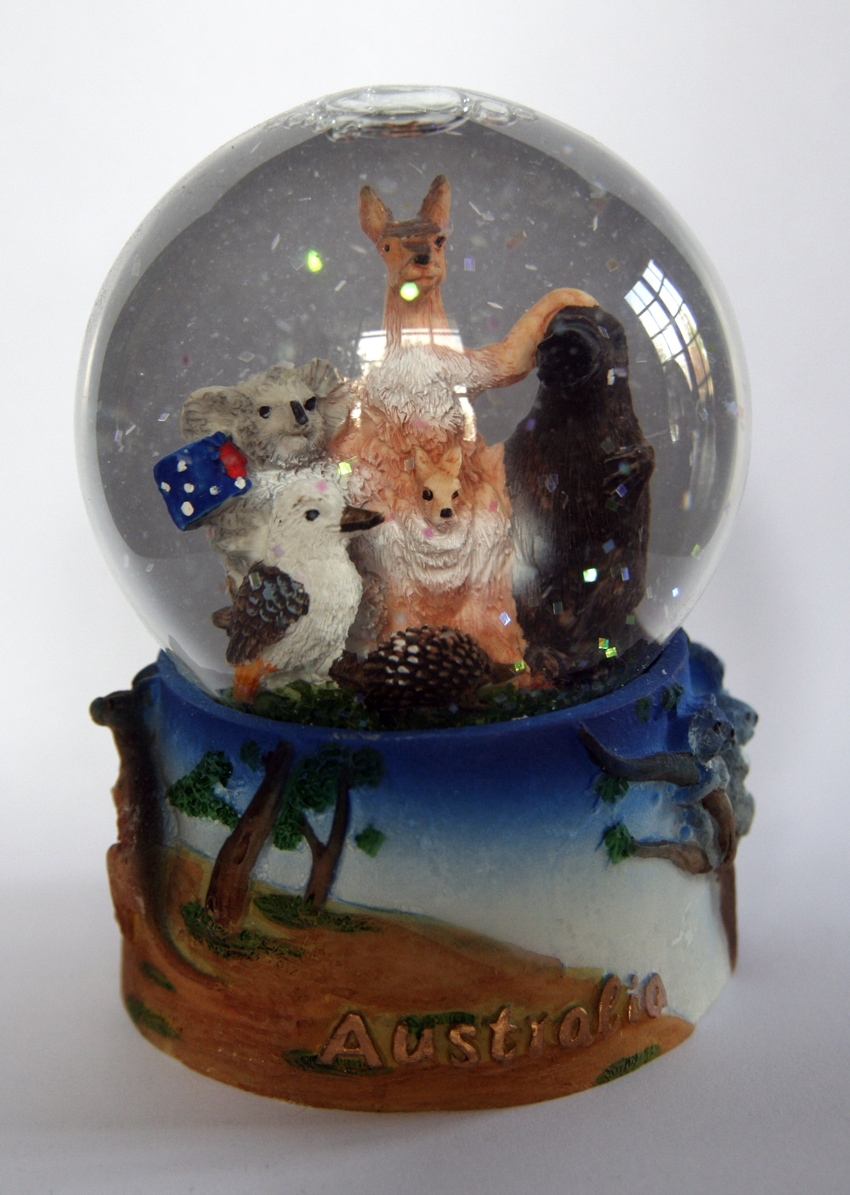
Pamiątkowa śnieżna kula z Australii

Śnieżna kula – przezroczysta kula, zwykle wykonana ze szkła i wypełniona przezroczystym płynem, w której znajduje się miniaturka jakiejś sceny lub krajobrazu. W środku znajdują się też drobinki białego materiału, który po potrząśnięciu imituje opad śniegu. Niektóre kule posiadają także wbudowane pozytywki.

## Historia
Nie wiadomo dokładnie, kiedy i gdzie pojawiły się pierwsze śnieżne kule. Sądzi się, że można to datować na początek XIX wieku we Francji, chociaż pierwsza udokumentowana kula pochodzi z 1889 Zaprezentowano ją podczas Światowej wystawy w Paryżu, a w jej środku umieszczono miniaturę wieży Eiffla. Same kule wywodzą się prawdopodobnie od szklanego przycisku do papieru, który dużą popularność zdobył kilka lat wcześniej.
W ciągu roku od Światowej wystawy w Paryżu pojawiło się kilka przedsiębiorstw, które produkowały i sprzedawały śnieżne kule w całej Europie. Bardzo popularne stały się zwłaszcza w wiktoriańskiej Anglii. 
W latach 20. zaczęły się też upowszechniać w Stanach Zjednoczonych, gdzie popularność zyskały głównie wśród kolekcjonerów i sprzedawców pamiątek. Wiele z nich zostało wyprodukowanych przez przedsiębiorstwo Atlas Crystal Works, które miało swoje fabryki w Niemczech i Ameryce.
Pierwszy patent na śnieżną kulę otrzymał pod koniec XIX wieku, austriacki producent narzędzi chirurgicznych Erwin Perzy, który wymyślił tak zwaną Schneekugel. Początkowo chciał wzmocnić jasności światła w lampie chirurgicznej, przy pomocy płaskiej butelki wypełnionej wodą i drobinkami różnych materiałów, które miały lepiej odbijać światło. Jednakże opadające drobinki przypominały mu śnieg, więc wpadł na pomysł własnej śnieżnej kuli i wkrótce stworzył pierwszy model z bazyliką Mariazell w środku. Zyskał dzięki temu sławę, a liczne zamówienia na podobne kule sprawiły, że razem bratem Ludwigiem otworzył sklep w Wiedniu, który działa do dziś jako rodzinny biznes. Sekretem przekazywanym z pokolenia na pokolenie jest produkcja „śniegu”, który po potrząśnięciu kulą bardzo wolno opada w dół.
W Stanach Zjednoczonych pierwszy patent na podobną śnieżną kulę otrzymał w 1927 Joseph Garaja z Pittsburgha. W latach 40., kiedy koszty ich produkcji spadły, zaczęto je wykorzystywać w reklamach i kampaniach wyborczych. Z kolei w Europie ich religijne wersje były dawane katolickim dzieciom jako prezenty.
W latach 70. ponowne zainteresowanie kulami sprawiło, że wiele firm zaczęło je produkować zarówno w wersjach kolekcjonerskich, jak i artystycznych. Dodawano do nich oświetlenie, dźwięk, a nawet ruchome elementy, które miały je uatrakcyjnić.
Aktualnie produkuje się wiele różnych typów śnieżnych kul, począwszy od typowych wakacyjnych pamiątek, skończywszy na wykorzystywanych w kampaniach wyborczych. W środku oprócz bożonarodzeniowych scen znajdują się też postacie z bajek Disneya, rozmaite figurki, zwierzęta i popularne symbole.

## Wykonanie
Pierwsze śnieżne kule wykonane były z ciężkiego szkła ołowiowego, ceramicznej figurki umieszczonej wewnątrz i czarnej, ceramicznej podstawki. Śnieg wytwarzano z odłamków kości albo kawałków porcelany, piasku, a nawet trocin. Z czasem, kiedy kule stały bardziej wyszukane, do ich produkcji zaczęto używać cieńszego szkła i nowych podstawek. Śnieg zaś produkowano ze złotej folii lub nierozpuszczalnych płatków mydlanych, a wodę zastąpiono olejem. Dzięki temu śnieg wolniej opadał na dno.